# Scotopteryx acutangulata
Scotopteryx acutangulata là một loài bướm đêm trong họ Geometridae.